# Elizabeth Maconchy

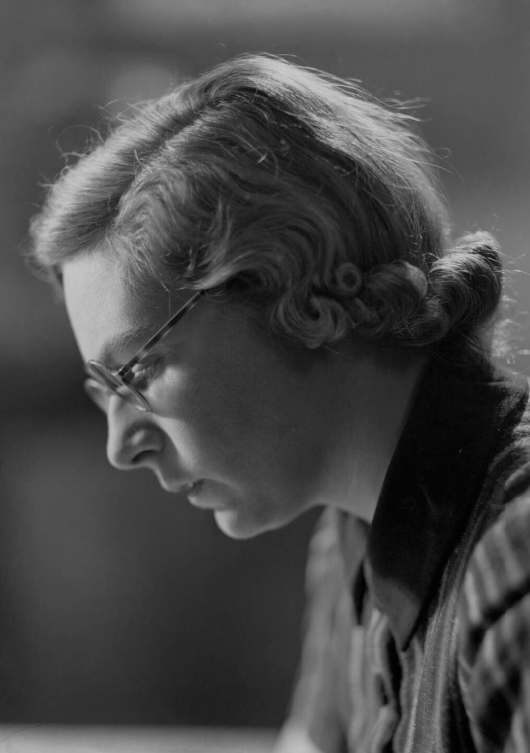
Elizabeth Maconchy

Dame Elizabeth Violet Maconchy Le Fanu DBE (Broxbourne, 19 maart 1907 – Norwich, 11 november 1994) was een Brits componiste van Ierse afkomst.

## Levensloop
Maconchy groeide op het land in Engeland en later in Ierland op. Al op zesjarige leeftijd kon zij de piano bespelen en schreef eenvoudige liedjes. Van 1923 tot 1929 studeerde zij bij Arthur Alexander (piano), Charles Wood en Ralph Vaughan Williams (compositie) aan het Royal College of Music in Londen. Alhoewel zij na het behalen van haar diploma's meerdere prijzen won, kon zij met een studiebeurs van de Octavia Travelling Scholarship in Praag bij Karel Boleslav Jirák verder te studeren. Aldaar werd ook voor het eerst een van haar werken op 19 maart 1930 - haar 23e verjaardag - uitgevoerd. Het Concertino voor piano en kamerorkest ging met de componist Ervín Schulhoff als solist en het Praags Filharmonisch Orkest in de Smetana Hall in première. De invloed van haar mentor Ralph Vaughan Williams en Gustav Holst is in dit werk herkenbaar, maar ook een uitkijk op de ontwikkelingen in Centraal-Europa, vooral op Béla Bartók.
Zij ging naar Engeland terug. Eveneens in 1930 huwde zij met de medische historicus William Le Fanu; samen hadden zij twee dochtertjes (Elisabeth Anna, geboren in 1939, en Nicola, geboren in 1947, ook een componiste). Haar composities werden nu meer en meer bekend, haar werken werden nu ook in Engeland uitgevoerd. De bekende dirigent Sir Henry Wood stelde haar suite The Land met groot succes tijdens de Promsconcerten op 30 augustus 1930 in Londen voor. Gevolgd werd deze succes door uitvoeringen van andere werken in het kader van de door Anne Macnaghten en Iris Lemare georganiseerde concerten in het Ballet Club Theatre en later in het Mercury Theatre. In Centraal-Europa werden vooral haar 13 strijkkwartetten zeer gewaardeerd.
In 1932 werd zij erg ziek door tuberculose. Haar compositorische activiteiten moest zij in het verdere verloop van deze ziekte sterk reduceren. In verband met de reconvalescentie vertrok zij met haar man op het land in de graafschap Kent. Eerst rond 3 jaar later kon zij weer inzetten met het componeren van muziek. Later onthechtte zij zich van de door Vaughan Williams gekenmerkte compositiestijl en ontwikkelde haar eigen stijl, die gekenmerkt was van sterke concentratie en dichtheid. Zij schreef werken voor naast alle genres.
Maconchy Le Fanu was 1959-1960 bestuurslid van de Composers’ Guild of Great Britain en voorzitter van de Society for the Promotion of New Music. In 1977 werd zij onderscheiden tot Commander of the British Empire (CBE) en tien jaar later door de Koningin Elizabeth II van het Verenigd Koninkrijk onderscheiden als Dame Commandeur in de Orde van het Britse Rijk.

## Composities

### Werken voor orkest
- 1924 Suite in e-mineur, voor strijkorkest
- 1926 Fantasy, voor dwarsfluit, harp en strijkorkest (verloren gegaan)
- 1926 Elegy, voor dwarsfluit, hoorn en strijkorkest (verloren gegaan)
- 1926-1927 Andante and Allegro, voor dwarsfluit en strijkorkest
- 1927-1928 Fantasy for Children, voor kamerorkest
- 1928 Theme and Variations, voor orkest
- 1928 rev.1929-1930 Conceno (Concertino), voor piano en kamerorkest 
  1. Allegro moderato
  2. Andante sostenuto
  3. Presto
- 1929 The Land, suite voor orkest - geïnspireerd door een gedicht van (Victoria) Vita Sackville-West
  1. Winter (Lento)
  2. Spring (Allegro)
  3. Summer (Lento moderato)
  4. Autumn (Allegro molto)
- 1929-1930 Symfonie, voor orkest (teruggetrokken)
- 1930 Suite, voor kamerorkest (teruggetrokken)
- 1930 Deborah, voor 2 vocale solisten, dubbelkoor en orkest
- 1932-1933 Comedy Overture, voor orkest
- 1937 Divertissement, voor 12 strijkinstrumenten
- 1937 Concert, voor altviool en orkest (teruggetrokken)
- 1940 Dialogue, voor piano en orkest
- 1940 Puck Fair Suite
- 1940-1941 Dies irae, voor contratenor, gemengd koor en orkest (teruggetrokken)
- 1942 Variations on a Well-Known Theme, voor orkest
- 1942-1943 Theme and Variations, voor strijkorkest
- 1943 Suite (from "Puck Fair", ballet), voor orkest
- 1945 Concertino, voor klarinet en strijkorkest
- 1945-1948 Symfonie, voor orkest (teruggetrokken)
- 1949 Concertino, voor piano en strijkorkest
- 1949 Concert, voor hobo, fagot en strijkorkest
- 1950 Two Dances from "Puck Fair" (ballet), voor orkest
- 1951 Nocturne, after Coleridge: The Ancient Mariner, voor orkest
- 1952 Concertino, voor fagot en strijkorkest
- 1952 Proud Thames, concert-ouverture - gecomponeerd ter gelegenheid van de kroningsfestiviteiten voor de Koningin en bekroond met de London County Council prize
- 1952-1953 Symfonie, voor dubbelstrijkorkest 
  1. Allegro molto
  2. Lento
  3. Scherzo
  4. Passacaglia
- 1953 Suite on Irish Airs, voor kamerorkest - in 1954 bewerkt voor orkest
- 1954 Toombeola, voor viool en strijkorkest (teruggetrokken)
- 1955 Where's my little basket gone?, voor orkest (= variatie nr. 5 in een compositie collaboratie met zeven andere componisten (Alan Bush, Howard Ferguson, Gerald Finzi, Gordon Jacob, Elisabeth Lutyens, Alan Rawsthorne, G. Williams)
- 1955-1956 Suite, voor hobo en strijkorkest
- 1962 Serenata Concertante, voor viool en orkest
- 1963-1964 Samson and the Gates of Gaza, voor gemengd koor en orkest
- 1965 Variazioni concertanti, voor hobo, klarinet, fagot, hoorn en strijkorkest
- 1966 An Essex Overture, voor orkest
- 1968 Three Cloudscapes, voor orkest (teruggetrokken)
- 1970-1971 Ariadne, dramatisch monoloog voor sopraan en orkest - tekst: C. Day Lewis
- 1970 Three Settings of Poems by Gerard Manley Hopkins, voor hoge zangstem en kamerorkest
- 1970 Peace, voor sopraan of tenor en kamerorkest - tekst: Gerard Manley Hopkins
- 1972-1973 Genesis, voor orkest (teruggetrokken)
- 1975 Epyllion, voor cello en 15 strijkers
- 1976 Sinfonietta, voor orkest
- 1979 Romanza, voor altviool en kamerorkest
- 1980 Little Symphony, voor orkest
- 1981-1982 Music for Strings
- 1985 Concertino, voor klarinet en orkest
- 1985 Life Story, voor strijkorkest

### Werken voor harmonieorkest of brassband
- 1965 Music for Woodwind and Brass
- 1973 Samson and the Gates of Gaza, voor gemengd koor en brassband

### Muziektheater

#### Opera's
| Voltooid in                     | titel                                     | aktes  | première | libretto                                                                  |
| ------------------------------- | ----------------------------------------- | ------ | --- | ------------------------------------------------------------------------- |
| 1956-1957; rev.1966             | The Sofa                                  | 1 akte | 13 december 1959, Londen, Sadler's Wells Theatre; rev. versie: 28 februari 1967, Londen, Town Hall, Euston Road | Ursula Vaughan Williams naar Claude Prosper Jolyot de Crébillon «Le sofa» |
| 1957-1958; rev.1967, 1969, 1977 | The Three Strangers                       | 1 akte | 5 juni 1968, Bishop's Stortford College                                                                         | van de componiste naar T. Hardy "Wessex tales: The Three Wayfarers"       |
| 1960-1961 rev.1977              | The Departure                             | 1 akte | 16 december 1962, Londen, Sadler's Wells Theatre                                                                | Anne Ridler                                                               |
| 1969                            | Johnny and the Mohawks, kinderopera       | 1 akte | zomer 1971, Londen, Francis Holland School                                                                      | van de componiste                                                         |
| 1975; rev.1976                  | The King of the Golden River, kinderopera | 1 akte | 29 oktober 1975, Oxford, U. Church of St Mary                                                                   | van de componist naar J. Ruskin                                           |

#### Balletten
| Voltooid in | titel | aktes    | première                                                      | libretto                                                  | choreografie |
| ----------- | --- | -------- | ------------------------------------------------------------- | --------------------------------------------------------- | ------------ |
| 1933        | Great Agrippa |          | 1933 concertante uitvoering; 4 februari 1935, Londen, Mercury | naar Heinrich Hoffmann "Struwwelpeter"                    |              |
| 1935        | Little Red Shoes (teruggetrokken)                                                                                               |          |                                                               | G. Reverat en de componiste, naar Hans Christian Andersen |              |
| 1939-1940   | Puck Fair; voor 2 piano's gecomponeerd; in 1948 georkestreerd door Boyle; in 1953 de orkestratie door de componiste gereviseerd | 5 scènes | 10 mei 1948, Cork, Opera House                                | Frederick Robert Higgins                                  |              |

#### Toneelmuziek
- 1931 The Willow Plate, dramatisch werk in 3 delen (onvoltooid)
- 1966 Music for Witnesses, toneelmuziek - tekst: Anne Ridler
- 1969 The Birds, extravaganza - tekst: van de componiste, naar Aristophanes
- 1969-1970 The Jesse Tree - tekst: Anne Ridler

### Vocale muziek

#### Cantates
- 1960-1961 Christmas Morning: a Carol Cantata, cantate voor sopraan, kinder- of vrouwenstemmen en piano
- 1976-1978 Heloise and Abelard, dramatische cantate voor solisten, gemengd koor en orkest

#### Werken voor koor
- 1930-1931 The Leaden Echo and the Golden Echo, voor gemengd koor en orkest (teruggetrokken)
- 1931 Two Motets, voor dubbelkoor tekst: John Donne
  1. A Hymn to Christ
  2. A Hymn to God the Father
- 1938 The Mothers, voor vrouwenkoor - tekst: S. Townsend Warner
- 1939 The Ribbon in her Hair, voor mannenkoor en piano - tekst: Sean O’Casey
- 1942 The Shark and the Whale (topical song for children), voor gelijke stemmen en piano
- 1943? By the Waters of Babylon, voor gemengd koor en orkest
- 1943 Howe ye, voor gemengd koor en orkest
- 1943 The Voice of the City, voor vrouwenkoor en piano - tekst: Jacqueline Morris
- 1944 A Song of Freedom, voor mannenkoor
- 1944 Pioneers of Rochdale, voor unisono (of gemengd) koor en piano
- 1955-1956 Part Songs for St. Mary's School, voor gemengd koor en piano
- 1962 The Armado, voor gemengd koor en piano
- 1963-1965 Nocturnal, voor gemengd koor - tekst: William Barnes, Edward Thomas en Percy Shelley
  1. Come!
  2. Will you come?
  3. In the Night
- 1965 Propheta Mendax (The Lying Prophet), voor vrouwenkoor (SSA) - tekst: satirische Latijnse tekst vanuit de 11e eeuw
- 1966 Down with the Rosemary and Bays: Twelfth Night Carol, voor tweestemmig koor
- 1966 I Sing of a Maiden, carol voor gemengd koor
- 1966 No well, sing we no well, carol voor driestemmig koor
- 1966 This Day, voor vrouwenkoor en piano
- 1968-1969 And death shall have no dominion, voor gemengd koor en koperblazers
- 1972 Prayer Before Birth, voor vrouwenkoor (SSAA) - tekst: Louis MacNeice
- 1973 The Isles of Greece, voor gemengd koor en orkest - tekst: Lord Byron
- 1973 Fly-by-Nights, voor vrouwen- of kinderkoor en harp (of piano)
- 1974 Sirens' Song, voor sopraan en vijfstemmig gemengd koor (SSATB) - tekst: William Browne "Ulysses and Circe"
- 1975 Two Epitaphs, voor vrouwenkoor (SSA) 
  1. Our life is nothing but a winter's day
  2. As the tree falls
- 1974 Chant for Bishops Stortford Parish Church, voor gemengd koor
- 1978 4 Miniatures, voor gemengd koor en piano - tekst: Eleanor Farjeon
  1. Light the lamps up, Lamplighter
  2. For Snow
  3. The Night will never Stay
  4. For a Mocking Voice
- 1979 Creatures, voor gemengd koor 
  1. The Hen and the Carp
  2. The Snail
  3. Rendez-vous with a Beetle
  4. Tiger! Tiger!
  5. Cat's Funeral
  6. The Dove and the Wren
  7. Cat!
- 1978 Four Miniatures, voor gemengd koor
- 1983-1984 O time turn back, voor gemengd koor, blaaskwintet en cello
- 1984 There Is No Rose, voor gemengd koor
- 1985 The Bellman's Carol, voor gemengd koor
- 1985 Still Falls the Rain, voor dubbelkoor - tekst: Edith Sitwell
- 1989 On St Stephenses Day, voor vrouwenkoor (SSA)

#### Liederen
- 1924-1925 There is a lady sweet and kind, voor zangstem en piano
- 1926 My sweet sweeting, voor zangstem en piano
- 1926 The Call, voor zangstem en piano
- 1926 Ophelia's Song, voor zangstem en piano
- 1926 Martin said to this man, voor zangstem en piano
- 1926 O mistress mine, voor zangstem en piano
- 1926 There were three ravens, voor zangstem en piano
- 1927 All the Flowers, voor zangstem en piano
- 1927 Harp Song of the Dane Women, voor zangstem en piano
- 1928 A Meditation for his Mistress, voor zangstem en piano
- 1929 Have you seen but a bright lily grow?, voor zangstem en piano
- 1929 In Fountain Court, voor zangstem en piano
- 1930 The Woodspurge, voor zangstem en piano
- 1934 The Thrush, voor zangstem en piano
- 1935 The Arab, voor zangstem en piano - tekst: G. Meredith
- 1937 rev.1938 How Samson bore away the gates of Gaza, voor zangstem en piano; rev. versie = voor sopraan (of tenor) en orkest - tekst: N.V. Lindsay
- 1937 Sleep brings no joy to me, voor zangstem en piano
- 1937 I made another song, voor zangstem en piano
- 1938 The Garland: Variations on a Theme, 4 liederen voor sopraan en piano - tekst: van de Anacreontea, Engelse vertaling door: William LeFanu
- 1939 The People Advance, voor bariton en gemengd koor - episode 9 voor Music and the People gecomponeerd in samenwerking met 11 andere componisten (Ralph Vaughan Williams, Arnold Cooke, Elisabeth Lutyens, Yates, Edmund Rubbra, Crisholm, Darnyon, Austin, Demuth, Alan Rawsthorne, Alan Bush)
- 1940 The Winkle Woman, voor mezzosopraan en piano - tekst: Eamonn Clifford
- 1941 The Disillusion, voor zangstem en piano - tekst: S. Wingfield
- 1941 Sailor's Song of the Two Balconies, voor zangstem en piano
- 1946-1947 Sonnet Sequence, voor sopraan en 9 instrumenten - tekst: Kenneth Gee
- 1949 A Winter's Tale, voor sopraan en strijkkwartet - tekst: Kenneth Gee
- 1951 Six Settings of Poems by William Butler Yeats, voor sopraan, vrouwenkoor, klarinet en harp met/(optioneel) 2 hoorns
- 1954 Shoheen sho: Irish Lullaby, voor zangstem en piano
- 1956 The Exequy, voor zangstem en piano
- 1964 Peace , voor sopraan (of tenor) en piano - tekst: Gerard Manley Hopkins
- 1964 The Starlight Night, voor sopraan (of tenor) en piano - tekst: Gerard Manley Hopkins
- 1965 Four Shakespeare Songs, voor hoge zangstem en piano
  1. Take, oh take those lips away
  2. The Wind and the Rain
  3. Come Away, Death
  4. King Stephen
- 1965 The Sun Rising, voor tenor en piano - tekst: John Donne
- 1966 Three Donne Songs, voor tenor en piano
- 1970 Three Preludes, voor viool en piano
- 1970 Music, voor contrabas en piano
- 1971 Doubt that the stars are fire, voor 4 zangstemmen
- 1971 Faustus, scène voor tenor en piano - tekst: Christopher Marlowe "The Tragical History of Dr. Faustus
- 1973-1974 Three Songs, voor zangstem (sopraan of tenor) en harp
- 1978 Sun, Moon and Stars, voor sopraan en piano
- 1981 My Dark Heart, voor sopraan en ensemble (dwarsfluit/altfluit, dwarsfluit, hobo, althobo, viool, altviool en cello)
- 1982 Three Songs, voor bariton en piano
- 1983 L' Horloge, voor sopraan, klarinet en piano - tekst: Charles Baudelaire
- 1985 Three Songs for Tracey Chadwell, voor sopraan en piano 
  1. In memory of W.B. Yeats - tekst: W.H. Auden
  2. In Memory of W.B. Yeats II - tekst: W.H. Auden
  3. It's No Go - tekst: Louis MacNeice
- 1986 Butterflies, voor mezzosopraan en harp
- The Hangman's Song, voor bariton en piano

### Kamermuziek
- 1927 Sonata, voor viool en piano
- 1929 Strijkkwintet, voor 2 violen, 2 altviolen en cello
- 1930 Six Short Pieces, voor viool en piano
- 1932 Oboe Quintet, voor hobo en strijkkwartet - bekroond met de Daily Telegraph chamber music prize
- 1932-1933 Strijkkwartet nr. 1
- 1934 Prelude, Interlude and Fugue, voor 2 violen
- 1936 Strijkkwartet nr. 2
- 1938 Strijkkwartet nr. 3
- 1941-1943 Divertimento, voor cello en piano
- 1942-1943 Strijkkwartet nr. 4
- 1943 Sonate, voor viool en piano
- 1948 Strijkkwartet nr. 5 - won de Edwin Evans Prize
- 1950 Strijkkwartet nr. 6
- 1951 Duo: Theme and Variations, voor viool en cello
- 1954 Five Hungarian Tunes, voor klarinet en piano
- 1955 Strijkkwartet nr. 7
- 1955 Suite on Irish Airs, voor viool en piano - ook in een versie voor dwarsfluit en piano (of orkest)
- 1955 Three Pieces, voor 2 klarinetten
- 1960-1961 Reflections, voor hobo, klarinet, altviool en harp
- 1963 Quintet, voor klarinet en strijkkwartet
- 1963 Sonatina, voor strijkkwartet
- 1967 Strijkkwartet nr. 8
- 1967-1968 Conversations, voor klarinet en altviool
- 1968 Strijkkwartet nr. 9
- 1972 Oboe Quartet, voor hobo, viool, altviool en cello
- 1972 Three Bagatelles, voor hobo en klavecimbel
- 1972 Strijkkwartet nr. 10
- 1975 Touchstone, voor hobo en kamerorgel
- 1976 Strijkkwartet nr. 11
- 1978 Contemplation, voor cello en piano
- 1979 Colloquy, voor dwarsfluit en piano
- 1979 Fantasia, voor klarinet en piano
- 1979 Romanza, voor altviool, blaaskwintet en strijkkwintet
- 1979 Strijkkwartet nr. 12
- 1980 Blaaskwintet
- 1980 Piccola Musica, voor viool, altviool en cello
- 1981 Trittico, voor 2 hobo's, fagot en harp
- 1982 Tribute, voor viool en blaasoctet
- 1984 Quartetto Corto - (Strijkkwartet nr. 13), voor strijkkwartet
- 1986 Butterflies, voor dwarsfluit en harp
- Excursion, voor fagot en blaaskwintet

### Werken voor piano
- 1935 Toccata
- 1938 Impromptu: Fantasia for One Note
- 1939 A Country Town, suite
- 1941 Contrapuntal Pieces
- 1952 Eight Children's Pieces
- 1961 The Yaffle
- 1962 Mill Race
- 1962 Moonlight Night
- 1962 Conversation
- 1967 Preludio, fugato e finale, voor piano vierhandig
- 1986 Bagatelle

### Werken voor klavecimbel
- 1965 Sonatina
- 1966 Notebook for Harpsichord

### Werken voor harp
- 1976 Morning, Noon and Night